# Planckova temperatura
Planckova temperatura, je fizikalna konstanta, s oznakom TP, a jedinica je topline, jednaka 1,416785(71) × 1032 K. Ime je dobila po Maxu Plancku, koji ju je prvi predložio.
Planckova temperatura se određuje s:
{\displaystyle T_{P}={\frac {m_{P}c^{2}}{k}}={\sqrt {\frac {\hbar c^{5}}{Gk^{2}}}}} = 1,416785 (71)x 1032 K
gdje je mP – Planckova masa, c – brzina svjetlosti u vakuumu, G – gravitacijska konstanta, {\displaystyle \hbar } - reducirana Planckova konstanta, k – Boltzmannova konstanta. Dvije brojke u zagradama predstavljaju standardnu grešku.
Kao i sve Planckove jedinice, Planckova temperatura predstavlja osnovnu granicu u kvantnoj mehanici. Na temperaturama višim od TP trenutno važeći fizikalni zakoni više ne vrijede jer ne poznajemo kvantnu teoriju gravitacije.

## Vanjske poveznice
- NIST reference: Planck temperature
- What is the opposite of absolute zero?